# ヴェティ・トゥポウ
ヴェティ・トゥポウ（Vueti Tupou、2000年4月2日 - ）は、ジャパンラグビーリーグワン静岡ブルーレヴズに所属するラグビー選手。

## プロフィール
- フィジー出身[1]。
- ポジションはロック(LO)。
- 身長 190 cm、体重 115 kg
- U18フィジー代表に選ばれたことがある[2]。

## 略歴
2020年、ルリアン・メモリアルハイスクール卒業後、摂南大学に入る。
2024年、静岡ブルーレヴズに加入。同年2月24日に行われたJAPAN RUGBY LEAGUE ONE第7節三菱重工相模原ダイナボアーズ戦にて途中出場で日本での公式戦初出場を果たして、デビュー戦でトライをあげた。